# Società Sportiva Chieti 1977-1978
Questa voce raccoglie le informazioni riguardanti la Società Sportiva Chieti nelle competizioni ufficiali della stagione 1977-1978.

## Rosa
| N. |                   | Ruolo | Calciatore         |
| -- | ----------------- | ----- | ------------------ |
|    | Italia (bandiera) | D     | Claudio Berlanda   |
|    | Italia (bandiera) | C     | Ivan Bertuolo      |
|    | Italia (bandiera) | C     | Giuseppe Brunetti  |
|    | Italia (bandiera) | P     | Alessandro Capponi |
|    | Italia (bandiera) | D     | Giovanni Colzato   |
|    | Italia (bandiera) | D     | Marcello Di Brino  |
|    | Italia (bandiera) | P     | Dino Di Carlo      |
|    | Italia (bandiera) | A     | Guido Geremia      |
|    | Italia (bandiera) | D     | Greco              |
|    | Italia (bandiera) | D     | Carlo Guasti       |
|    | Italia (bandiera) | C     | Biagio Lombardi    |

| N. |                   | Ruolo | Calciatore         |
| -- | ----------------- | ----- | ------------------ |
|    | Italia (bandiera) | A     | Antonio Lo Vecchio |
|    | Italia (bandiera) | D     | Luciano Menconi    |
|    | Italia (bandiera) | A     | Pietro Michesi     |
|    | Italia (bandiera) | D     | Mauro Nuti         |
|    | Italia (bandiera) | A     | Tiziano Panozzo    |
|    | Italia (bandiera) | C     | Aurelio Riccio     |
|    | Italia (bandiera) | A     | Silvio Rosa        |
|    | Italia (bandiera) | C     | Elvio Salvori      |
|    | Italia (bandiera) | A     | Aldo Tilotta       |
|    | Italia (bandiera) | C     | Fortunato Torrisi  |